# Flughafen Monclova

i8
i11
i13
Der Flughafen Monclova (spanisch Aeropuerto Internacional de Monclova, auch Aeropuerto Internacional Venustiano Carranza, IATA-Code: LOV, ICAO-Code: MMMV) benannt nach dem mexikanischen Präsidenten Venustiano Carranza, ist ein eher unbedeutender internationaler Flughafen bei der Großstadt Monclova im Bundesstaat Coahuila im Norden Mexikos. Er nahm im Sommer 2017 den Betrieb mit kommerziellen Flügen auf.

## Lage
Der Flughafen Monclova liegt etwa 800 km (Luftlinie) nordwestlich von Mexiko-Stadt in einer Höhe von ca. 1864 m.

## Passagierzahlen
Im Jahr 2018 wurden ca. 2000 Passagiere abgefertigt. Danach erfolgte ein deutlicher Rückgang infolge der COVID-19-Pandemie.